# P-51に関連する作品の一覧
P-51に関連する作品の一覧は、アメリカ合衆国の戦闘機P-51 マスタングに関連する作品の一覧である。P-51は、第二次世界大戦後半の傑作機として扱われる機体だけに、第二次大戦後半を題材にした作品への出演が多い。

## ノンフィクション
『Red Tail Reborn』
アフリカ系アメリカ人の航空部隊「タスキーギー・エアーメン」を主題としたドキュメンタリー映画。
『Flight of the Red Tail』
『Red Tail Reborn』の続編。
タスキーギー・エアーメン所属を表す赤い尾翼が特徴のレッド・テイルズ仕様機は募金によって復元された、タスキーギー・エアーメンの活動を伝えるNPO『Red Tail Squadron』の機体。
『The Last Bomb』
第1映画部隊によるプロパガンダ映画。
P-51が日本本土への爆撃に向かうB-29 スーパーフォートレスを護衛している映像や、ガンカメラによる空戦、ロケット弾による対地攻撃の映像が記録されている。
『本土空襲～日本はこうして焼き尽くされた～』
日本本土空襲に参加し、B-29の護衛や機銃掃射を行った元パイロットの証言が含まれる。ガンカメラの映像は『The Last Bomb』からの流用。

## 映画
『The Tuskegee Airmen』
タスキーギー・エアーメン（通称：レッド・テイルズ）の物語。史実とは異なり、配属後すぐにレッド・テイルズ仕様のD型へ搭乗する。
飛行中の映像はアメリカ軍の資料映像を使っているため画質が悪く、シーンによってはレッド・テイルズ仕様ではない機体が映っている。
『ヴィジュアル・バンディッツ』
第1話にD型が登場。サイパン米陸軍航空隊基地に何機かが駐機されている。
『永遠の0』
後盤に練習飛行していた3機の零戦五二型に同じく3機のD型が襲い掛かり、1機は宮部機に墜とされ、別の1機は宮部機を攻撃し損傷を与えたが、追跡の末、大石機に体当たり攻撃で墜とされた。
『ガラスのうさぎ』
物語中盤、太平洋戦争末期の二宮駅で主人公、敏子の父がP-51の機銃掃射で死亡する。
『キングコング:髑髏島の巨神』
アメリカ陸軍航空隊パイロット時代のマーロウの搭乗機として登場。物語序盤、太平洋戦争末期の髑髏島上空でイカリが乗る零戦との格闘戦の末に相討ちに近い形で撃墜される。後半ではB-29 スーパーフォートレスや零戦とともにボートの部品として利用される。
『太陽の帝国』
主人公の少年が「P-51は空のキャデラックだ」と評している。
『トップガン マーヴェリック』
冒頭及びエンディングにて複座に改造されたD型が登場する。トム・クルーズの私物でもあり、撮影においてもスタントマンではなくトム自身が操縦していた。
『フューリー』
D型が主人公たち戦車小隊の上空を5機編隊で通過していく。
『プライベート・ライアン』
物語終盤に近接航空支援のためD型が登場し、爆弾を投下してドイツ軍のティーガーIを破壊する。
『火垂るの墓』
物語終盤に清太と節子の目の前で機銃掃射を行う。
『メンフィス・ベル』
B-17F メンフィス・ベル号を護衛する戦闘機としてD型が登場する。
『レッド・テイルズ』
タスキーギー・エアーメンの物語。主人公らが中盤にP-40からレッド・テイルズ仕様のD型へ機種転換する。CGも使われているが、多くはRed Tail Squadronが所有する実機が使われた。
なお、史実ではB/C型が多く配備されD型の導入は終戦間近であったが、飛行可能なB/C型が少ないためD型で統一されている。

## アニメ・漫画
『アンリミテッド・ウィングス』
主人公たちのライバル機として、P-51改造の実在するエアレーサーが複数機登場する。
『ガンパパ島の零戦少女』
主人公をライバル視する少女、ケララの乗機として登場する。
『機動戦士ガンダム サンダーボルト』
第1部のコーネリアスの回想において、一年戦争開戦以前にサイド4 「ムーア」で行われたエアレースにおいてイオ・フレミングが搭乗。
『これがUFOだ!空飛ぶ円盤』
マンテル大尉事件のシーンでマンテル大尉の乗機として登場。
『紫電改のタカ』
モスキトン兄弟が搭乗。
『ストライクウィッチーズ』
リベリオン合衆国出身の隊員、シャーロット・E・イェーガー大尉が使用するストライカーユニット「ノースリベリオン P-51」のモデルとなっている。
『戦場まんがシリーズ』
「成層圏になくセミ」「成層圏戦闘機」「ベルリンの黒騎士」「爆裂弾道交差点」「勇者の雷鳴」「レッドスカル」「冬の蜻蛉」などの諸編に登場。枢軸国側を主役とした作品が多いため、ほぼ敵役としての登場となる。また、「両刃の石器」には「P51II」という架空のエアレーサーが登場している。
『超時空世紀オーガス』
第19話「タイム・スリップ」にB型が登場。時空転移してきた桂木桂のオーガスとアテナのナイキックに3機編隊で銃撃を仕掛けるが、デバイスの性能差もあって逃走される。
『はだしのゲン』
物語序盤、3機編隊がゲンの舞台である広島市を機銃掃射する。
『日の丸あげて』
エアレース用の機体として多数登場、主人公をはじめアメリカチームのほとんどが（改造したものも含め）この機体を使用する。

## 小説
『鏖殺の凶鳥』（文庫名：『凶鳥〈フッケバイン〉 ヒトラー最終指令』）
アメリカ軍機が登場。ドイツ軍のFa223ドラッヘ輸送ヘリの編隊を4機で襲撃する。
『紺碧の艦隊』
クリスマス島の戦いから登場するも、後世の技術革新で強化された日独の兵器についていけず姿を消していく。
『戦翼のシグルドリーヴァ』
沖田・桜、鈴原・くるみ、石動・萌の使用機として登場。桜の機体はピンク、くるみと萌の機体は赤、オレンジ、グレーで塗装されている。
『地球0年』
第三次世界大戦後のアメリカにて、ハリスンバーグに設けられた臨時首都の飛行場から伝令使兼パイロットの米空軍大尉が乗って離陸し、自衛隊の展開したカリフォルニア州に向かう。しかし悪天候により途中で墜落する。
『地球SOS』
ラムズデン・ブレナーの太平洋戦争中の乗機として登場する。また、ブレナーの自宅にはF-82 ツインムスタングの模型が飾られている。

## ゲーム
『Digital Combat Simulator』
現代ジェット軍用機を主とするシミュレータであるが、"Flying Legends"（空飛ぶ伝説）シリーズとして第二次世界大戦中の機体モジュールも発売されており、その1つである有料機体アドオン・モジュール「DCS: P-51D Mustang」の追加導入により、本機を操縦して対空戦闘・対地攻撃を行うことができる。
また、無料体験版を兼ねた基本プレイ環境であるDCS WorldにP-51Dの無武装練習機にあたるTF-51が同梱されており、飛行体験だけであれば無料で可能。
アドオンを導入していない状態ではP-51DがAI専用機体として登場し、プレイヤーの友軍機あるいは敵軍機として戦闘に参加可能。
『Forza Horizon』
ストーリー序盤で、自動車のフォード・マスタングとレースをすることになる。
『IL-2 Sturmovik 1946』
P-51B-NA・P-51C-NT・P-51D-5NT・P-51D-20NAの4機種を操縦することができる。
『Just Cause』
「McKenzie-Fergusson F2 Victor」の名称でP-51Cが登場する。
『R.U.S.E.』
アメリカの戦闘機として登場。
『USAAF ムスタング』
自機として登場。
『War Thunder』
プレイヤーが操縦する機体として、アメリカの通常ツリーにP-51・P-51C-10・P-51D-5・P-51D-30・P-51H-5-NA、課金機としてP-51D-10・P-51D-20 NA、イベント報酬機体としてP-51Aが登場。
課金機として、イギリスツリーにMustang Mk.IA、日本ツリーにP‐51C‐11‐NTが登場する。
『World of Warplanes』
アメリカツリーのTierVI-VIIまで登場し、課金機体などでも登場する。
TierVIにP-51・P-51A、TierVIIにP-51B・P-51D、TierVIIにXP-51F・P-51Hという位置づけである。それぞれ砲門の数を変更可能。
課金機としてイギリス向けのMustangIが登場する。
『コール オブ デューティシリーズ』
『CoD2』
アメリカ軍の戦闘機として登場する。
『CoD3』
米軍の戦闘機として登場する。
『CoD:WaW』
米軍の戦闘機としてD型が登場する。
『ストライカーズ1945シリーズ』
自機のひとつとして登場。敵弾をかき消す溜め撃ちが用意されているなど、守備的な性能の機体となっている。続編『1945II』と『1945PLUS』ではP-38 ライトニングのサポートアタック（ボム）「ムスタング攻撃編隊」として登場するが、自機としては選択できない。
『バトルフィールド1942』
米軍の戦闘機として登場する。
『バトルフィールドV』
米軍の追加戦闘機としてD型とK型が登場する。